# Districtul Wang Yang
Wang Yang (în thailandeză วังยาง) este un district (Amphoe) din provincia Nakhon Phanom, Thailanda, cu o populație de 15.187 de locuitori și o suprafață de 137,9 km².